# Buick Wildcat II
Pour les articles homonymes, voir Buick Wildcat et Wildcat.
La Buick Wildcat II Concept (chat sauvage, en anglais) est une voiture de sport concept car du constructeur automobile américain Buick (de General Motors), produite en 1 seul exemplaire, présenté au General Motors Motorama de 1954.

## Historique
Buick conçoit une série de 3 concept-cars à moteur V8 Buick Wildcat I (1953), II (1954) et III (1955),. La Wildcat II concept est une voiture de sport    néo-rétro rétrofuturiste (pour l'époque) conçue par le chef-designer Buick Ned Nichols, à la demande du chef-designer et vis-président de General Motors Harley J. Earl (avec sa variante LaSalle II Concept de 1955) pour la promotion de la marque et du General Motors Motorama. 

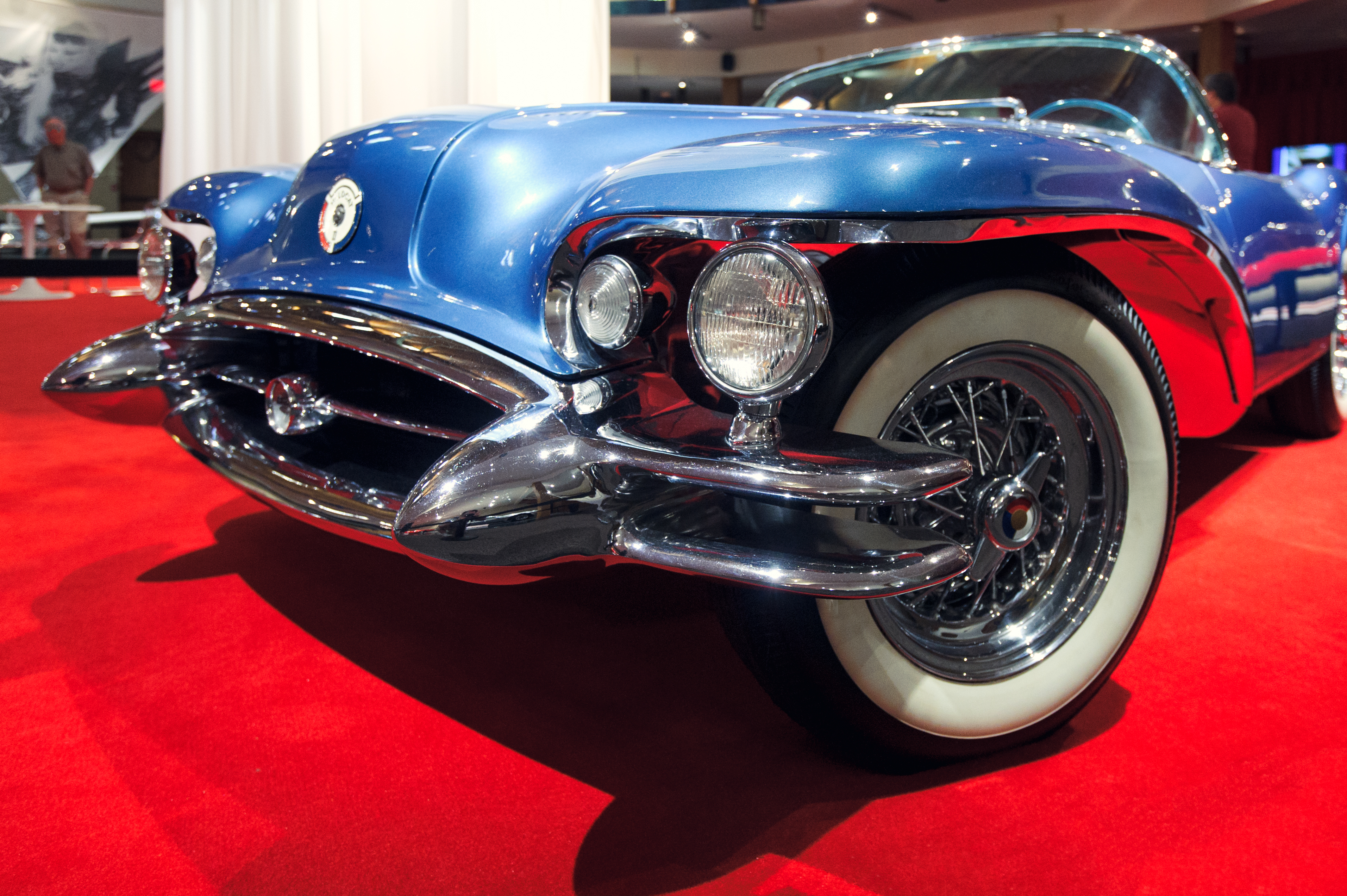
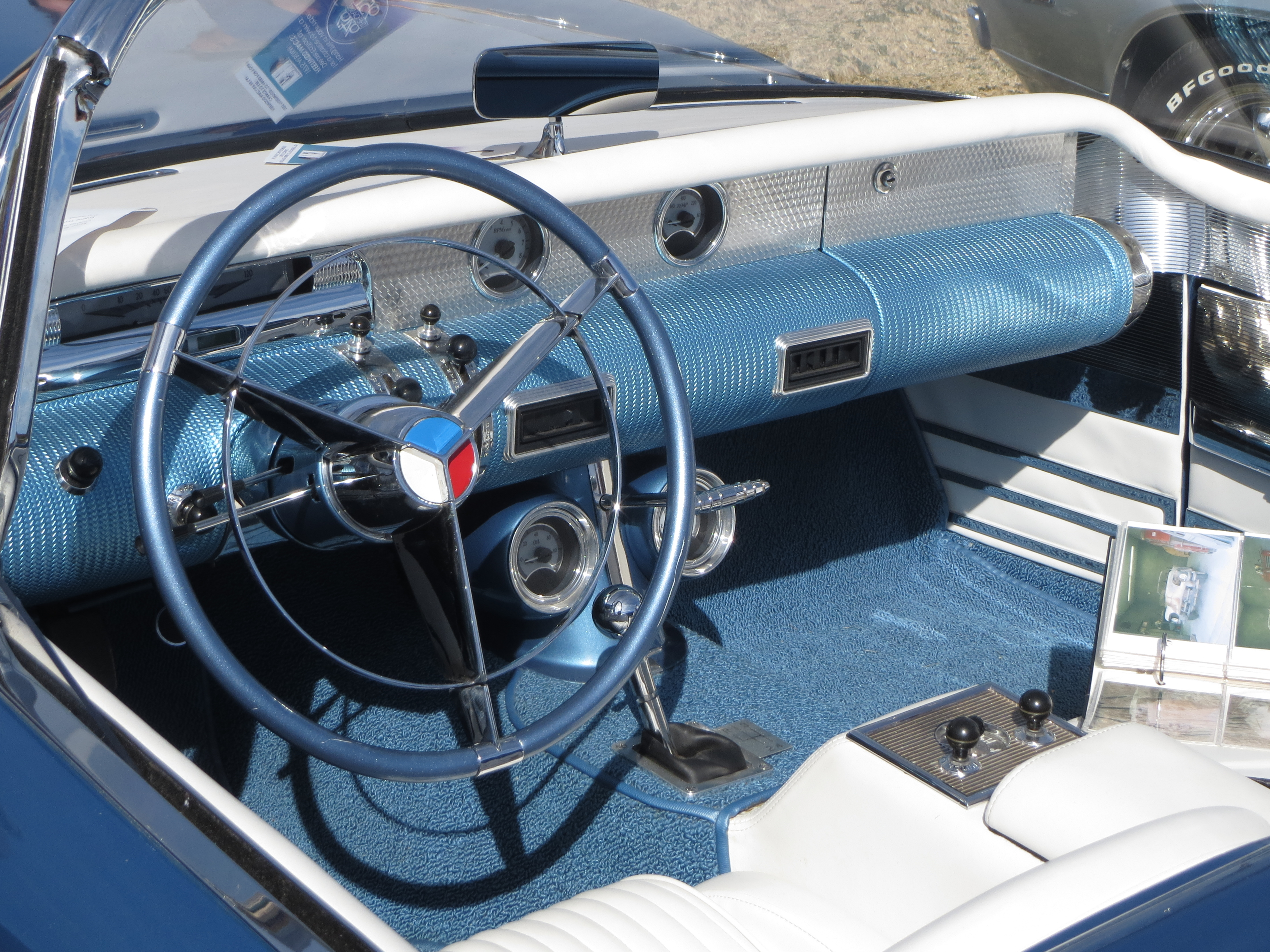
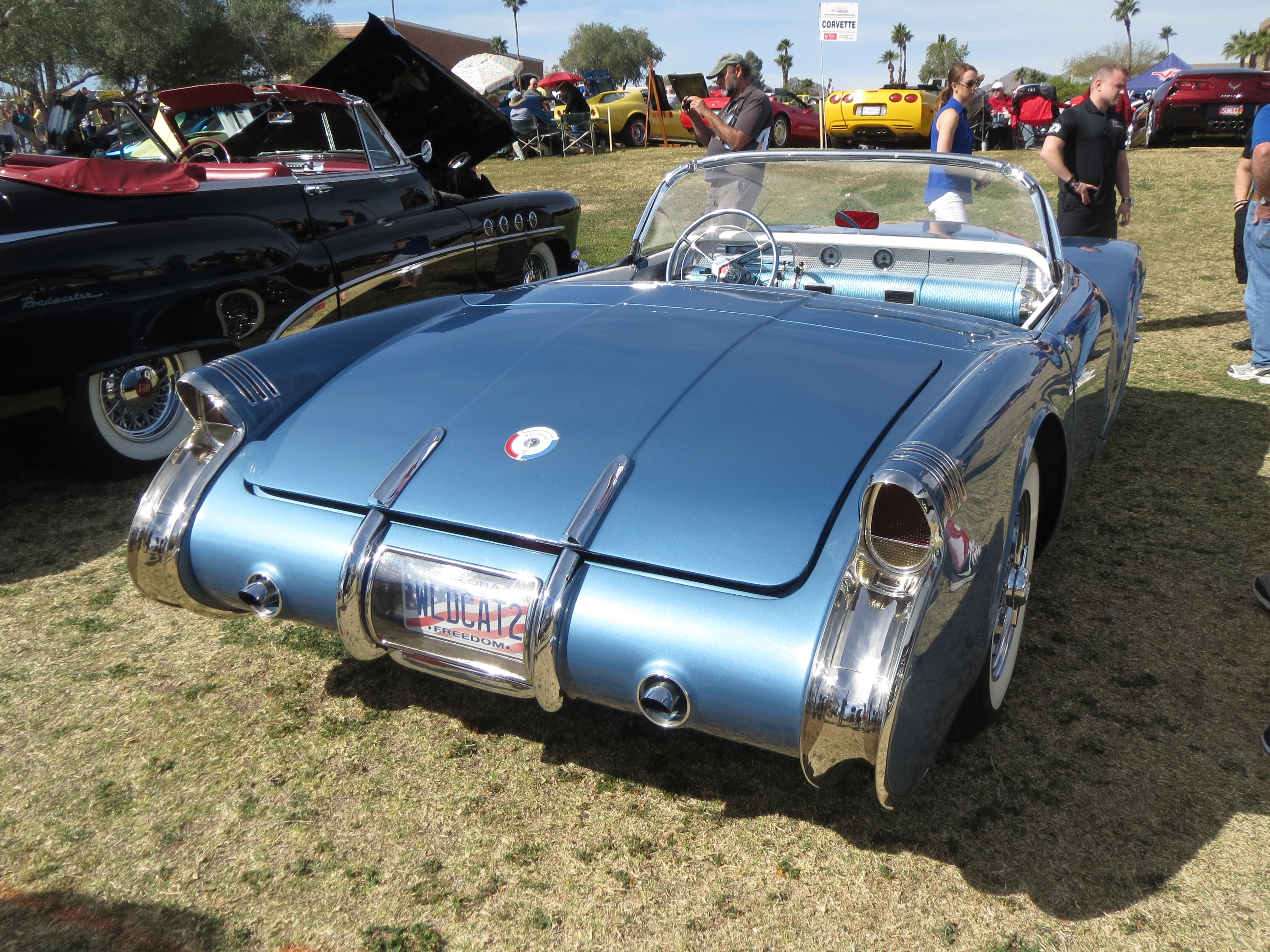

Le design de la carrosserie en fibre de verre et chromes est inspiré des Chevrolet Corvette C1 Concept de 1953 (dont elle reprend l'arrière), avec des passages de roue avant très élargis (à l'image des futures Ferrari 250 Testa Rossa de 1957), tableau de bord chromé, 4 phares flottants auto portés montés sur pare-chocs avant chromé, et des roues à rayons chromés...

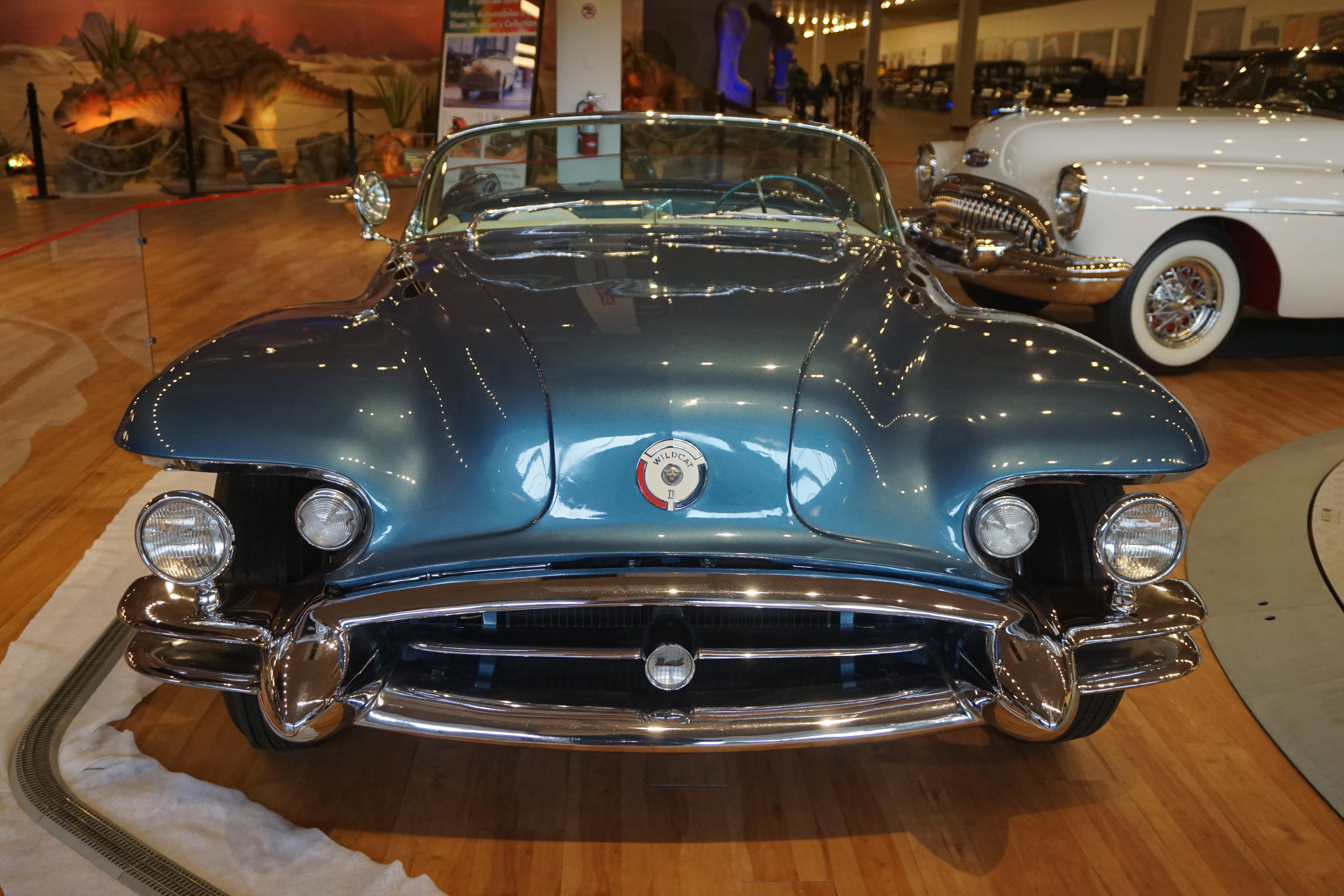
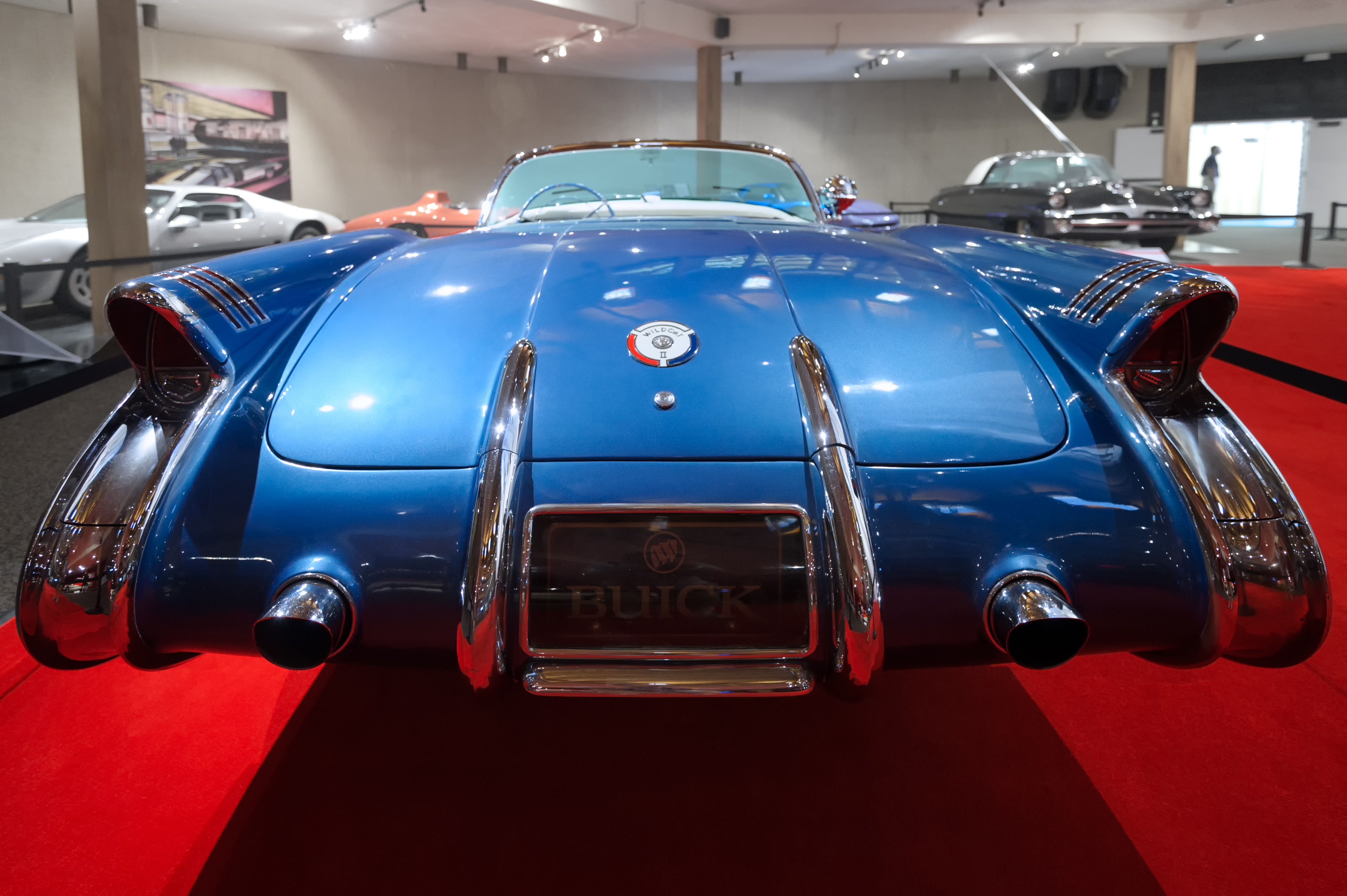

Elle est propulsée par un moteur Buick V8 Fireball (en) de 5,2 L de 220 ch à quadruple carburateurs ,,.
Ce modèle concurrence entre autres les Chevrolet Corvette (C1) (1953), Kaiser Darrin (1953), Pontiac Bonneville Special (1954), Oldsmobile F-88 (en) (1954), Chrysler Falcon (1955), Ford Thunderbird I (1955), Mercedes-Benz 190 SL (1955), BMW 507 (1955), ou encore Pontiac Club de Mer (en) (1956)...
Buick donne le nom « Wildcat » à ses moteurs V8 entre 1959 et 1967, ainsi qu'à 2 générations de Buick Wildcat entre 1963 et  1971.

## Musée
Cette voiture « rétrofuturiste » fait à ce jour partie (avec la Buick Centurion Concept de 1956) de la collection du Sloan Museum (en) de Flint (Michigan),.

## Autre Buick Wildcat Concept
Une nouvelle Buick Wildcat EV Concept à moteur électrique est présentée en 2022. 